# Barrio Logan
 (mars 2023).
Si vous disposez d'ouvrages ou d'articles de référence ou si vous connaissez des sites web de qualité traitant du thème abordé ici, merci de compléter l'article en donnant les références utiles à sa vérifiabilité et en les liant à la section « Notes et références ».
Barrio Logan, est un quartier de San Diego, en Californie, aux États-Unis.

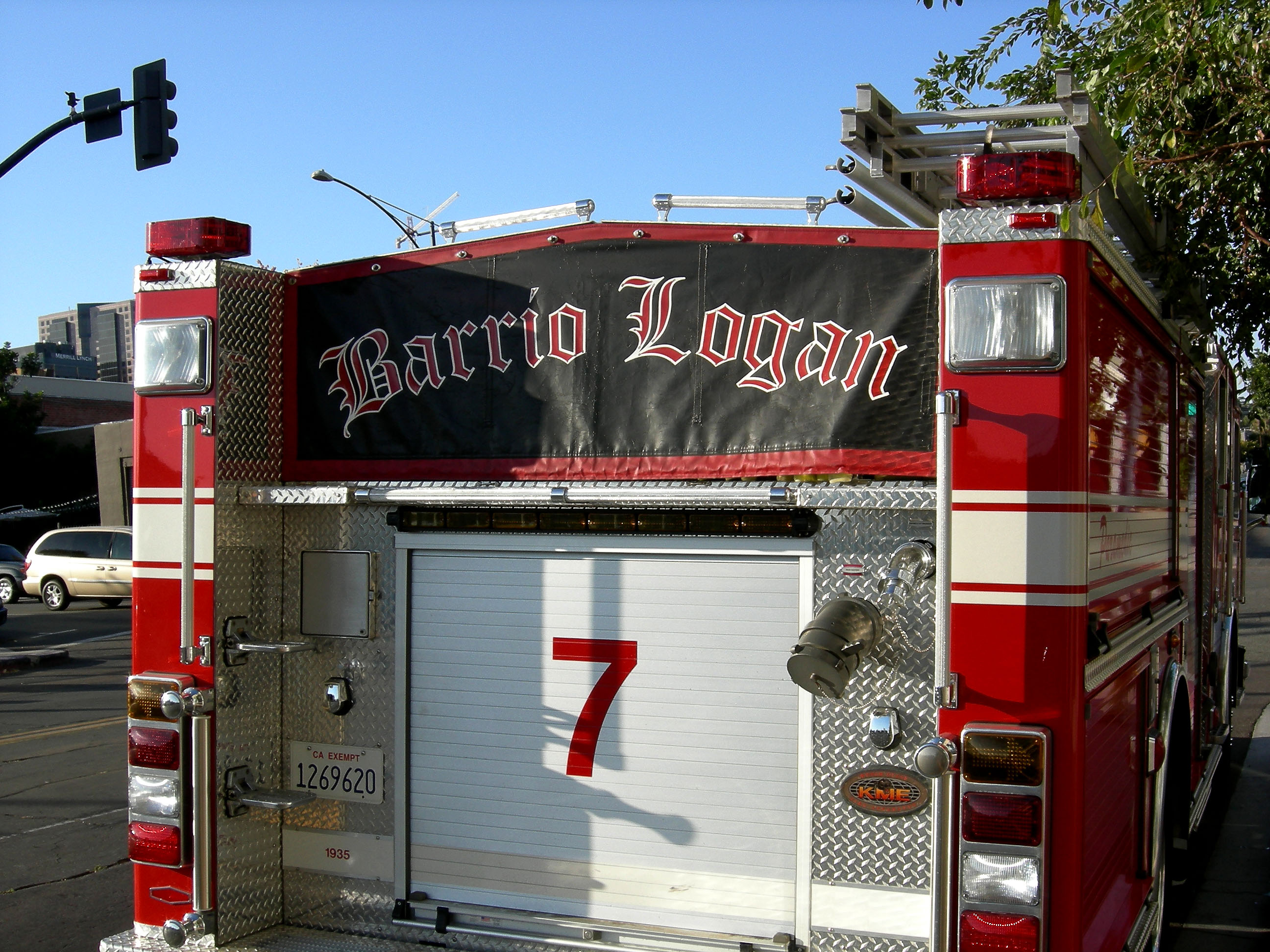
Bannière avec l'inscription Barrio Logan sur un camion de pompiers.

## Histoire
Barrio Logan, refuge des Mexicains fuyant la révolution au début du XXe siècle, est aujourd'hui le centre de la communauté hispanique de San Diego. Les habitants s'y rendent pour savourer les tortillas fraîches de Las Cuatro Milpas et les spécialités boulangères de Panchitas Bakery, telles que les empanadas à la citrouille et les bolillos au piment et au fromage.